# Colonizarea josefină

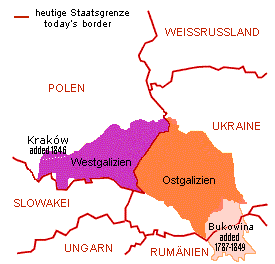
Hartă reprezentând regiunea istorică Galiția dintre Polonia și Ucraina de astăzi precum și Bucovina (regiune istorică situată între Ucraina și România)

Colonizarea josefină (germană Josephinische Kolonisation sau Josephinische Besiedlung, poloneză Kolonizacja józefińska) a fost o acțiune planificată de așezare, realizată de împăratul Iosif al II-lea la sfârșitul secolului al XVIII-lea, în principal în Galiția. Coloniștii jozefini au întărit comunitatea minoritară germană din Galiția (germană Galiziendeutsche) respectiv Bucovina (germană Bukowinadeutsche). Un exemplu notabil de colonizare de etnici germani (cunoscuți ulterior ca germani bucovineni) ca parte a procesului de colonizare iosefină a avut loc în Ilișești, județul Suceava. Alte exemple din Bucovina au fost: Frătăuții Noi, Satu Mare, Milișăuți, Bădeuți, Ițcani (astăzi cartier din Suceava), Sfântul Onufrie (Siret), Tereblecea respectiv Arbore.